# فارس خنيش
فارس خنيش (بالفرنسية: Farès Khenniche)‏ (من مواليد 12 أغسطس 1981 في سطيف) هو لاعب كرة قدم جزائري يلعب كلاعب وسط في نادي لمولودية الجزائر.

## روابط خارجية
- فارس خنيش على موقع قاعدة بيانات كرة القدم.إي يو (الإنجليزية)
- فارس خنيش على موقع ليكيب (الفرنسية)